# Opamyrma hungvuong
Opamyrma hungvuong – gatunek mrówki z podrodziny Amblyoponinae. Występuje w środkowym Wietnamie. Został opisany w 2008 roku. Jest jedynym przedstawicielem rodzaju Opamyrma.